# A Tango Tangle (film 1913)
A Tango Tangle è un cortometraggio muto del 1913. Il nome del regista non viene riportato nei credit.

## Trama
Beverly Jigger scrive alla sua cara amica, la signora Styles, che non potrà partecipare a un ballo perché non sa ballare il tango. Suo marito legge un annuncio dove si pubblicizza una scuola di tango. Decide di iscriversi e la stessa cosa fa, a sua insaputa, anche la moglie che ha letto lo stesso annuncio. I due comiugi imparano il tango rapidamente ma la loro vita insieme incontra delle difficoltà quando Beverly scopre nell'ufficio del marito un misterioso fazzolettino. Convinta che il marito la tradisca, quella sera stessa la signora Jigger gli annuncia che lo sta lasciando per tornarsene a casa dalla mamma. Lui le chiede di rimanere, dichiarando che da casa se ne andrà lui. Mentre stanno parlando, da fuori arrivano le note di una musica. I loro piedi cominciano a muoversi autonomamente: i due si mettono a ballare con sorpresa uno dell'altra. Alla fine, dopo che Jigger ha spiegato che il fazzoletto è stato lasciato da un cliente, Beverly lo perdona e i due sposi si riconciliano.

## Produzione
Il film fu prodotto dalla Essanay Film Manufacturing Company.

## Distribuzione
Distribuito dalla General Film Company, il film - un cortometraggio di una bobina - uscì nelle sale cinematografiche USA il 6 maggio 1913.